# غواصة الفئة الرابعة عشر
غواصة إكس أي في تم تعديله من تايب تسعة، المصمم لإعادة تزويد يو بوت الأخرى بالإمدادات والذخيرة. نجحت هذه الغواصات أثناء تشغيلها خارج السواحل الأمريكية حيث سمح موقعها البعيد 1000 كم من نيويورك للغواصات الأصغر منها فئة في أي أي سي ابالعمل في المياه الأمريكية، وفي الكاريبي خلال عام 1942 ولكن مع وجود رادارات متطورة بشكل كبير وتغطية جوية أفضل للمحيط الأطلسي تم إزالتها خلال عام 1943. بالطبع كانت هذه الغواصات هدفًا ذا أولوية لكل قوات الحلفاء لما توفره من دعم للغواصات الأخرى. أو غواصات هذه الفئة التي كلفت بمهمة كانت غواصة يو-459 في 15 نوفمبر 1941 وخرجت في أول دورية لها في مارس 1942 بعد التدريب في بحر البلطيق. 
كانت تلقب هذه الغواصة ببقرة الحليب نظرًا لحجمها الكبير. يمكن لهذا النوع إعادة تزويد الغواصات الأخرى بمقدار 613 طناً من الوقود من الوقود و13 طنا من زيت المحركات وأربعة طوربيدات والطعام الطازج الذي تم حفظه في وحدات التبريد. بالإضافة إلى ذلك، تم تجهيز القوارب بالمخابز، من أجل توفير رفاهية الخبز الطازج لإعادة تزويد الطاقم. لم يكن لديهم أنابيب طوربيد أو مدافع سطح فقط امتلكو مدافع مضادة للطائرات.